# بيوي تاين دونغ (لاعب كرة قدم)
بيوي تاين دونغ (بالفيتنامية: Bùi Tiến Dũng) هو لاعب كرة قدم فيتنامي في مركز حراسة المرمى، ولد في 28 فبراير 1997 في محافظة تان هوا في فيتنام. شارك مع منتخب فيتنام تحت 20 سنة لكرة القدم ومنتخب فيتنام تحت 23 سنة لكرة القدم ومنتخب فيتنام لكرة القدم. أما مع النوادي، فقد لعب مع نادي إف إل سي تان هوا.

## وصلات خارجية
- بيوي تاين دونغ (لاعب كرة قدم) على موقع قاعدة بيانات كرة القدم.إي يو (الإنجليزية)
- بيوي تاين دونغ (لاعب كرة قدم) على موقع ناشيونال فوتبول تيمز (الإنجليزية)
- بيوي تاين دونغ (لاعب كرة قدم) على موقع Soccerway.com (الإنجليزية)